# 霍赫約赫山
47°3′58″N 9°59′17″E / 47.06611°N 9.98806°E

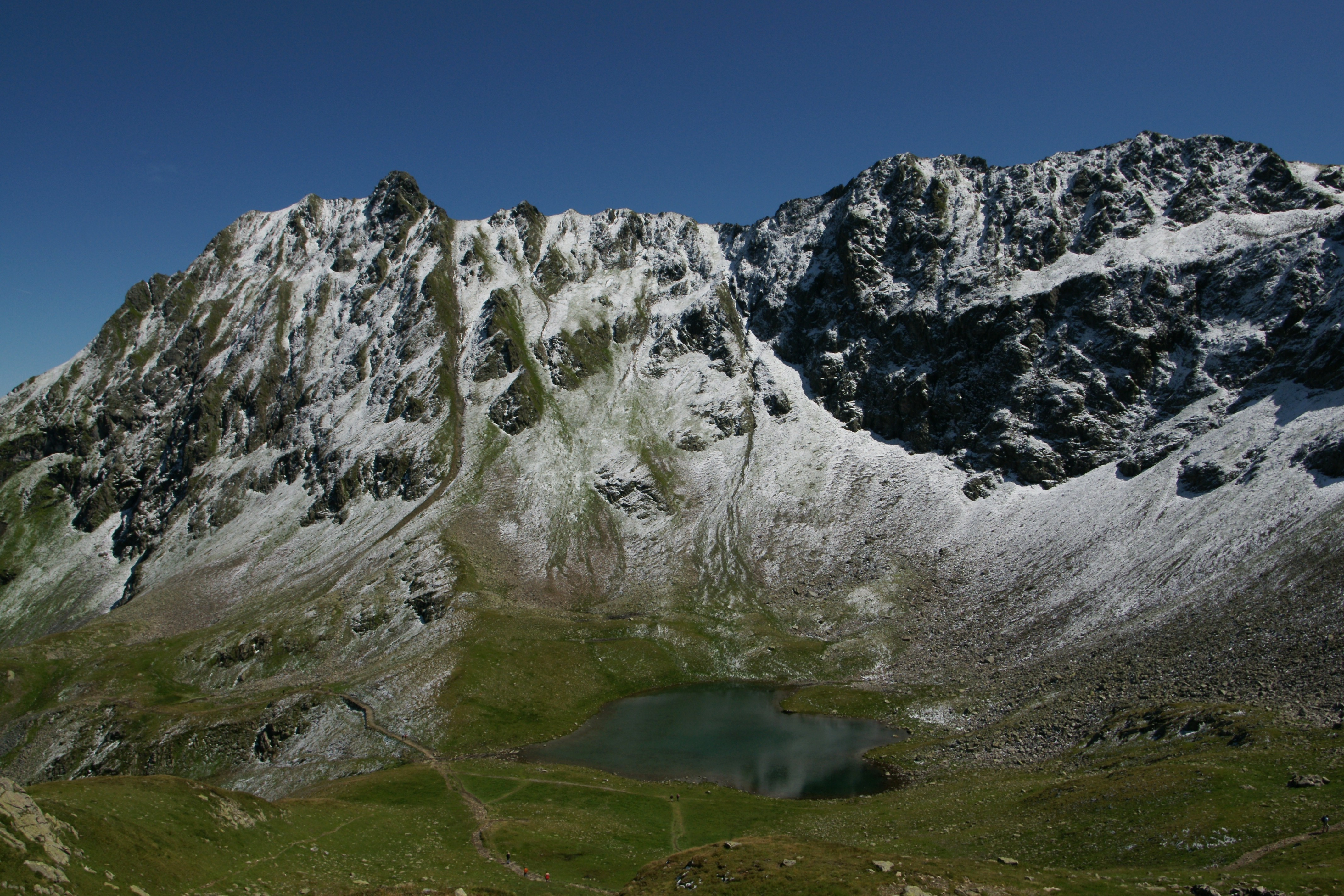

霍赫約赫山（德語：Hochjoch），是奧地利的山峰，位於該國西部，由福拉爾貝格州負責管轄，屬於韋爾瓦爾阿爾卑斯山脈的一部分，海拔高度2,520米，每年平均降雨量1,730毫米。